# Regiunea Cluj

Regiunea Cluj în cadrul împărţirii administrative a României 1950-1952

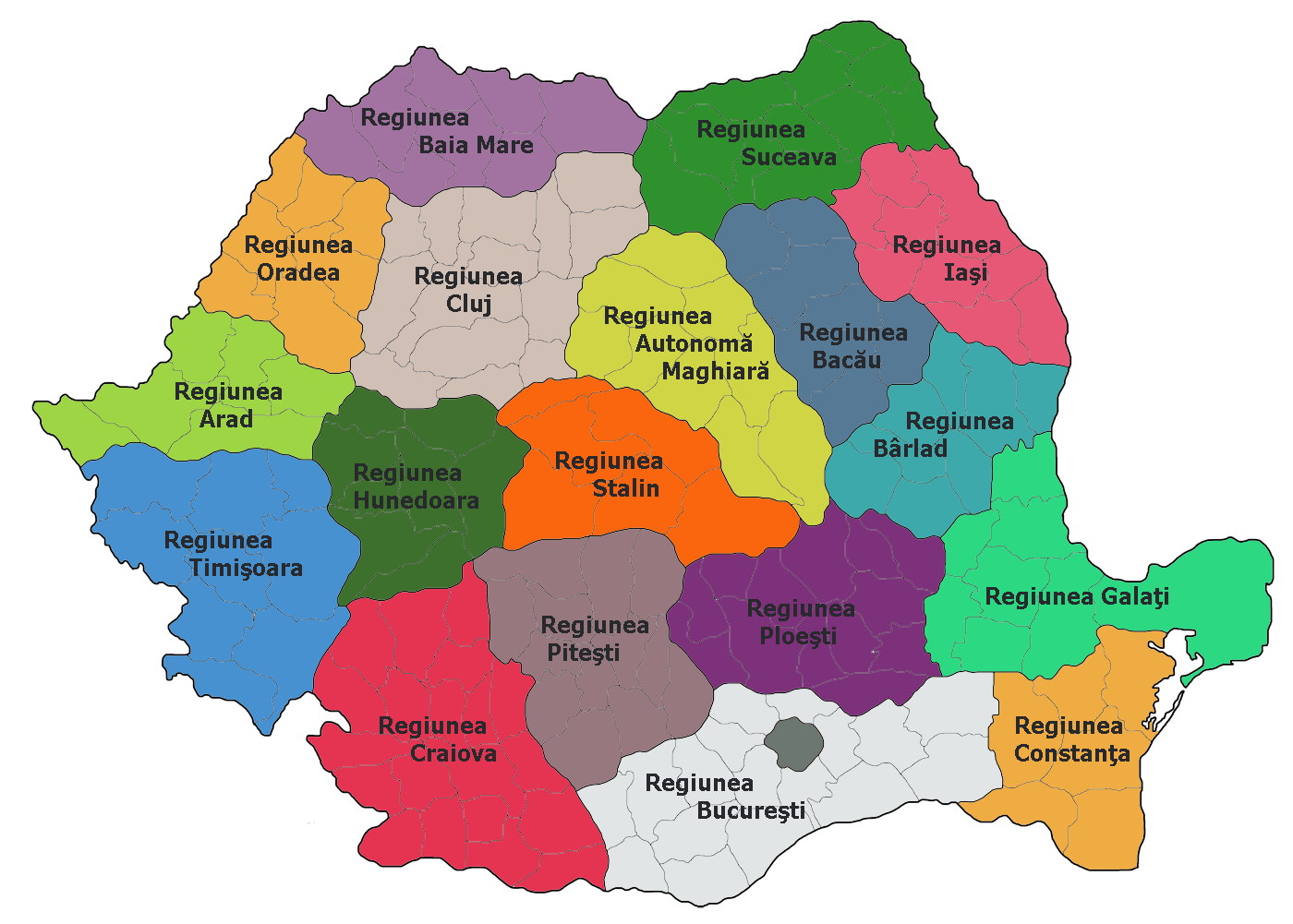
Regiunea Cluj în cadrul împărţirii administrative a României (1953)

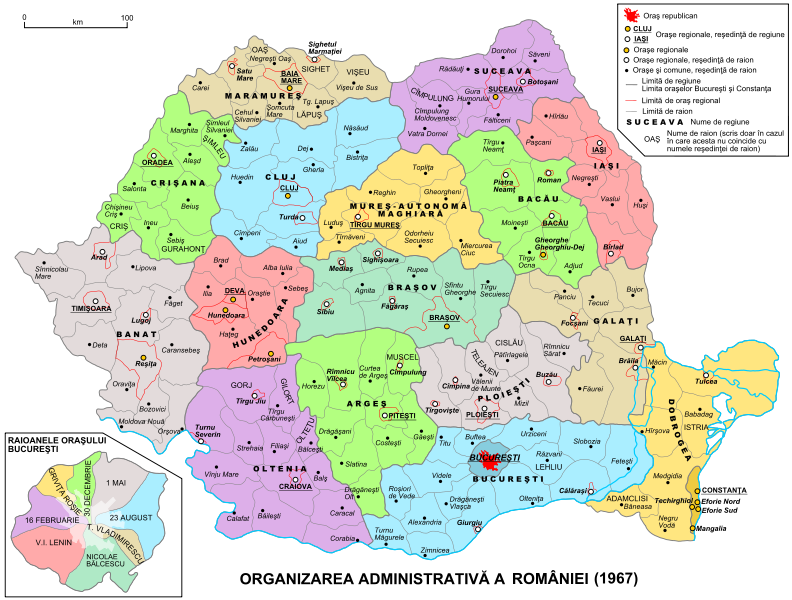
Regiunea Cluj în cadrul împărţirii administrative a României (1960-1968)

Regiunea Cluj a fost o diviziune administrativ-teritorială situată în zona de centru-est a Republicii Populare Române, înființată în anul 1950, când au fost desființate județele (prin Legea nr.5/6 septembrie 1950). Ea a existat până în anul 1968, când regiunile au fost desființate.

## Istoric
Reședința regiunii a fost la Cluj, iar teritoriul său cuprindea la început o suprafață ceva mai mică decât cea a actualelor județe Cluj și Sălaj. În 1952 a încorporat raioanele sudice (Beclean și Năsăud) din regiunea dizolvată Rodna și raioanele Luduș și Sărmaș din reorganizata regiune Mureș, ajungând să aibă o suprafață un pic mai mică decât cea a actualelor județe Bistrița-Năsăud, Cluj și Sălaj. În 1960 a pierdut două raioane (Luduș și Sărmaș) în favoarea reorganizatei regiuni Mureș-Autonomă Maghiară .

## Vecinii regiunii Cluj
Regiunea Cluj se învecina:
- 1950–1952: la est cu regiunile Rodna și Mureș, la sud cu regiunile Hunedoara și Arad, la vest cu regiunea Bihor, iar la nord cu regiunea Baia Mare.
- 1952–1956: la est cu regiunile Suceava și Autonomă Maghiară, la sud cu regiunile Stalin, Hunedoara și Arad, la vest cu regiunea Oradea, iar la nord cu regiunea Baia Mare.
- 1956–1960: la est cu regiunile Suceava și Autonomă Maghiară, la sud cu regiunile Stalin și Hunedoara, la vest cu regiunea Oradea, iar la nord cu regiunea Baia Mare.
- 1960–1968: la est cu regiunile Suceava și Mureș-Autonomă Maghiară, la sud cu regiunile Stalin și Hunedoara, la vest cu regiunea Crișana, iar la nord cu regiunea Maramureș.

## Organizare

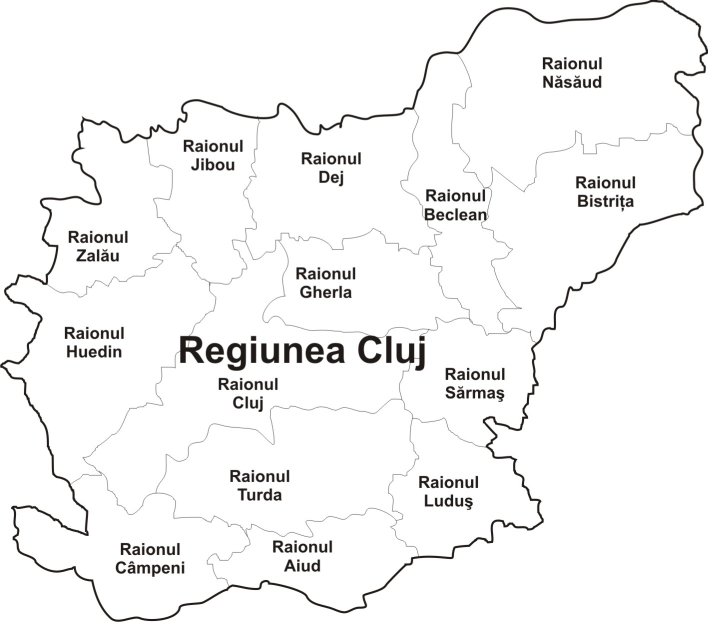
Regiunea în 1956

Regiunea Cluj cuprindea la înființare un număr de 8 raioane: Aiud, Câmpeni, Cluj, Dej, Gherla, Huedin, Jibou și Turda. Doi ani mai târziu, în 1952, acestora li se adaugă alte șase raioane: Bistrița, Beclean și Năsăud (rezultate din desființarea regiunii Rodna), Luduș și Sărmaș (rezultate prin desființarea Regiunii Mureș) și Zalău (raion nou înființat).
În acest fel, în 1956 regiunea era împărțită în 14 raioane: Aiud, Beclean, Bistrița, Câmpeni, Cluj, Dej, Gherla, Huedin, Jibou, Luduș, Năsăud, Sărmașu, Turda și Zalău, care conțineau 11 orașe, 327 de comune și 1.507 sate, dispuse pe o suprafață totală de 28.000 km2
În anul 1960, întinderea regiunii Cluj a fost modificată, odată cu transformarea RAM în Regiunea Mureș-Autonomă Maghiară. Cu acea ocazie, raioanele Luduș și Sărmaș vor trece la Regiunea Mureș, iar alte trei raioane - Beclean, Cluj și Jibou - sunt desființate, comunele lor fiind atribuite raioanelor învecinate. Va rămâne o regiune formată din 9 raioane (Aiud, Bistrița, Câmpeni, Dej, Gherla, Huedin, Năsăud, Turda și Zalău), 14 orașe, 290 comune și 1.427 sate. Regiunea Cluj a continuat să existe până în 1968, când au fost reintroduse județele.